# Michael Brandon
Michael Brandon (9 de fevereiro de 1965) é um ativista da comunidade norte-americana, ator e diretor de filmes pornográficos anteriormente exclusivo da Raging Stallion especializado em  Pornografia gay Ele teve uma subdivisão na Raging Stallion chamada "Monster Bang",  e já participou de algumas campanhas de caridade, tendo feito uma "seleção de estrelas" para aspirantes a atores pornograficos.

## Carreira
Brandon ajudou a criar a  Raging Stallion Studios e declarou que ele começou no pornô depois de responder a um anúncio na revista Frontiers. Ele começou sua carreira no pornô no final de 1980 ainda jovem, mas caiu nas drogas e foi para prisão e não retornou até 1999.  Ele também dirigiu,produziu,e escreveu Passport to Paradise.
Depois de sair da prisão, Brandon subiu para o nível de super-estrela pornô. Ele apareceu em cerca de 200 filmes entre 1999 e 2006 e, finalmente, dirigiu sua própria linha de filmes conhecidos como vídeos MonsterBang. Ele teve um premio pelo seu site   e estava  engajado no que parecia ser uma carreira na prostituição masculina, sendo essa documentada em seu website e nos reviews de um site especializado,  o DaddysReviews .

## Prêmios
Brandon venceu o "Performer of the Year" no GayVN Awards de 2001 e foi indicado no ano seguinte junto de Colton Ford. No Adult Erotic Video Awards de 2002, ele foi nomeado junto de Chad Hunt como "Best Performers". Brandon foi premiado com o "Grabby Wall of Fame" em 2003 e recebeu um "Surprise Award" do Grabby por "Hottest Cock" em 2005.

## Videografia
- Ass Pounding Hunks 2 (2005)
- Cadet Convoy (2005)
- Hard as Wood (2005)
- Heat of the Moment (2005)
- Party in the Rear (2005)
- Way Below the Belt (2005)
- Michael Brandon: Virtually Yours (2004)
- Pokin' in the Boys Room (2004)
- Tune Up (2004)
- Double Delights (2003)
- Down Right Dangerous (2003)
- Hard at Work (Raging Stallion) (2003)
- The List (MSR Videos) (2003)
- Lord & Master (2003)
- LumberJacked (Mustang Pac 069) (2003)
- Plexus: Hardcore (2003)
- A Porn Star is Born (2003)
- Take it Like a Man (2003)
- The Sexus, Nexus and Plexus Trilogy (2002–2003)
- Cockpit 1 & 2 (Catalina Video) (2000–2003)
- The Dirty Director (2002)
- Latin Tendencies (2002)
- Let's Talk Sex (2002)
- Long Strokes (dirigido e co-estrelando com: Paul Barresi) (2002)
- Natural Instinct (Mustang Pac 066) (2002)
- Nob Hill All Stars #1 (2002)
- Prison of Pain (2002)
- Saluting Michael Brandon (2002)
- Soldiers in the Dungeon (2002)
- Trespass (Titan Media) (2002)
- WristRider (2002)
- Getting It At The Rave (2001)
- In Gear (2001)
- Leather Persuasion (2001)
- Michael Brandon: Down & Dirty (2001)
- The Seven Deadly Sins: Lust (2001)
- Terms of Endowment (2001)
- Stiff? (Sunshine Films) (2000)
- The Best of Michael Brandon (1999)
- Meat the Fuckers (1995)
- Tender Trick (Jocks Pac) (1991)
- Air Male (1989)